# Hymenogyne conica
Hymenogyne conica är en isörtsväxtart som beskrevs av L. Bol. Hymenogyne conica ingår i släktet Hymenogyne och familjen isörtsväxter. Inga underarter finns listade i Catalogue of Life.